# Секрет столбов Шаолиня
«Секрет столбов Шаолиня» (кит. 方世玉大破梅花樁, англ. Secret of the Shaolin Poles, букв. Фан Шиюй сокрушает на столбах сливы) — гонконгский фильм режиссёра Цай Янмина. Гонконгская премьера состоялась 28 апреля 1977 года.

## Сюжет
За голову Фан Шиюя назначили награду за восстание против маньчжурского правительства. Он возвращается в город и узнаёт, что командующий Ма Жулун казнил двух его братьев. Он также узнаёт, что человек по имени Фан Дин использует его имя. Шиюй встречает его, и после драки они становятся лучшими друзьями. Между тем командующий Ма нанимает японского мастера боевых искусств Рюноскэ Дадзай, чтобы убить Фан Шиюя. Для японца это дело чести, поскольку Шиюй убил его брата — Ли Бяо.
Японский эксперт вызывает Фан Шиюя на поединок на тысяче шаолиньских столбов, но там полно ловушек, и Шиюй попадает в одну из них. К счастью, его спасает таинственный хромой рыбак Май Цзю. После этого парень проходит обучение на столбах на берегу моря под руководством рыбака. Узнав, что его девушку похитили, а друзей убили, Фан Шиюй возвращается, чтобы отомстить Жулуну и его людям.

## В ролях
| Актёр         | Роль           |
| ------------- | -------------- |
| Мэн Фэй       | Фан Шиюй       |
| Ясуаки Курата | Рюноскэ Дадзай |
| Дориан Тань   | Май Цзю        |
| Чжан И        | Ма Жулун       |
| Лау Кавин     | Фан Дин        |
| Цзо Яньжун    | Сян Цзюнь      |
| Дорис Лун     | Цай Сяоюй      |
| Ли Миньлан    | Ли Бяо         |